# WWE-pay-per-viewevenementen 2012
De WWE-pay-per-viewevenementen in 2012 bestond uit pay-per-viewevenementen in het professioneel worstelen die door de WWE werden georganiseerd in het kalenderjaar 2012.
In 2012 introduceerde de organisator geen nieuwe evenementen maar na een afwezigheid van twee jaar keerde No Way Out terug.

## WWE-pay-per-viewevenementen in 2012
| Datum             | Evenement                     | Locatie              | Stad                        |
| ----------------- | ----------------------------- | -------------------- | --------------------------- |
| 29 januari 2012   | Royal Rumble                  | Scottrade Center     | Saint Louis (Missouri)      |
| 19 februari 2012  | Elimination Chamber           | Bradley Center       | Milwaukee                   |
| 1 april 2012      | WrestleMania XXVIII           | Sun Life Stadium     | Miami Gardens (Florida)     |
| 29 april 2012     | Extreme Rules                 | Allstate Arena       | Chicago                     |
| 20 mei 2012       | Over the Limit                | RBC Center           | Raleigh (North Carolina)    |
| 17 juni 2012      | No Way Out                    | Air Canada Centre    | Toronto                     |
| 15 juli 2012      | Money in the Bank             | Thomas & Mack Center | Las Vegas (Nevada)          |
| 19 augustus 2012  | SummerSlam                    | Staples Center       | Los Angeles                 |
| 23 september 2012 | Night of Champions            | Consol Energy Center | Pittsburgh                  |
| 21 oktober 2012   | Hell in a Cell                | Wells Fargo Center   | Philadelphia (Pennsylvania) |
| 18 november 2012  | Survivor Series               | US Airways Center    | Phoenix (Arizona)           |
| 16 december 2012  | TLC: Tables, Ladders & Chairs | FedEx Forum          | Memphis (Tennessee)         |